# Lindora
Lindora – wieś w Estonii, w prowincji Võru, w gminie Vastseliina.